# Acetone
L'acetone (chiamato anche propanone o dimetilchetone) è il più semplice dei chetoni, composti in cui il gruppo funzionale carbonilico (>C=O) è legato a due alchili o arili, di formula generale (R/Ar)2C=O; in particolare, l'acetone è un chetone alifatico e in esso gli alchili sono i più semplici, i metili, per cui la sua formula molecolare è (CH3)2C=O, o anche CH3−CO−CH3; in notazione abbreviata a volte è riportato come Me2CO. L'acetone è un classico e importante solvente organico che, a differenza dell'etere etilico, è solubile in acqua in ogni rapporto.

## Proprietà
L'acetone è un composto molto stabile termodinamicamente: ΔHƒ° = -249,4 kJ/mol. A temperatura ambiente l'acetone si presenta come un liquido mobile, incolore, volatile e infiammabile, dal caratteristico odore etereo, ma un po' aspro; è completamente solubile in acqua, alcool, etere, cloroformio e benzene. Trova principalmente impiego come solvente di uso generale e, vista la sua volatilità, è facilmente rimovibile; è anche usato come solvente polare aprotico, in particolare nelle reazioni di sostituzione SN2.
La molecola è infatti molto polare (come già il carbonile stesso) e il suo momento di dipolo è μ = 2,88 D, molto più dell'etere (μ = 1,30 D), che è anch'esso solvente polare aprotico (per l'acqua μ = 1,86 D). Anche la sua costante dielettrica è ragguardevole per un solvente organico, εr = 21,01 (a 20 °C), molto maggiore dell'etere (εr = 4,33).
La fiamma della combustione dell'acetone può raggiungere 1980 °C.

### Struttura molecolare
L'atomo di carbonio carbonilico è legato all'ossigeno con un doppio legame e forma due legami singoli con i metili; si trova quindi al centro di un triangolo approssimativamente equilatero, i cui vertici sono costituiti dall'atomo di ossigeno e dagli altri due atomi di carbonio. La simmetria molecolare appartiene al gruppo puntuale C2v.
L'atomo di carbonio del carbonile, dovendo fare 3 legami sigma e non avendo coppie solitarie, ha ibridazione sp2, come pure per l'atomo di ossigeno (1 legame sigma e 2 coppie solitarie). L'angolo CCC (116,0°) è un po' minore di 120°, che sarebbe l'angolo ideale per l'ibridazione sp2; questo accade perché la richiesta di spazio angolare del doppio legame è un po' maggiore di quella del legame semplice, in accordo alle indicazioni del modello VSEPR. Similmente accade in altre molecole del tipo X2C=Y per gli angoli XCX; questo è molto evidente, ad esempio, anche nella stessa formaldeide H2C=O (116,4°), ma anche in Cl2C=O (cloruro di carbonile), in F2C=O (fluoruro di carbonile) e in H2C=CH2 (etene).
Il legame C=O è lungo 121,4 pm, un valore che è appena maggiore che nella formaldeide (120,78); Il legame C−C è di 152,0 pm, leggermente più corto del valore medio, pari a 154 pm;  e quello C−H è di 110,3 pm, appena più lungo del normale (109 pm).

### Enolizzazione e proprietà acido-base
Come tutti i composti carbonilici con idrogeni in posizione alfa al carbonile (H−C−C(=O)−), l'acetone è soggetto all'equilibrio di enolizzazione (tautomeria cheto-enolica):
CH3−CO−CH3   ⇄   CH2=C(OH)−CH3
In questo caso l'equilibrio è fortemente spostato a sinistra, verso la forma chetonica: solo il 2,4×10−7% delle molecole è in forma enolica.
Il carbonile (>C=O) è tra i classici gruppi che stabilizzano per risonanza i carbanioni in α, più del gruppo ciano (-C≡N), delocalizzando sull'ossigeno la carica negativa prodotta per deprotonazione del metile. Per questo motivo nell'acetone gli idrogeni dei metili sono debolmente acidi (pKa = 19,16) e sono facilmente deprotonabili, ad esempio, dall'etossido di sodio. Si produce in tal modo l'anione enolato, un carbanione che è un ottimo nucleofilo, impiegabile in addizioni nucleofile al carbonile come nelle classiche condensazioni aldoliche.

### Prodotti di autocondensazione dell'acetone
In particolare, in presenza di opportuni catalizzatori basici, due molecole di acetone possono combinarsi per dare il diacetonalcol (CH3)C=O(CH2)C(OH)(CH3)2, anch'esso un utile solvente, che per disidratazione fornisce l'ossido di mesitile (CH3)C=O(CH)=C(CH3)2, che è un enone e un utile intermedio di sintesi. Quest'ultimo può combinarsi con un'altra molecola di acetone dando il forone ((CH3)2C=CH)2C=O (diisopropilidenacetone), un dienone cristallino giallo (T < 28 °C) dall'odore di geranio, e altri possibili prodotti, tra cui l'isoforone, solvente e monomero per diversi polimeri, prodotto su scala industriale.

## Produzione e utilizzi

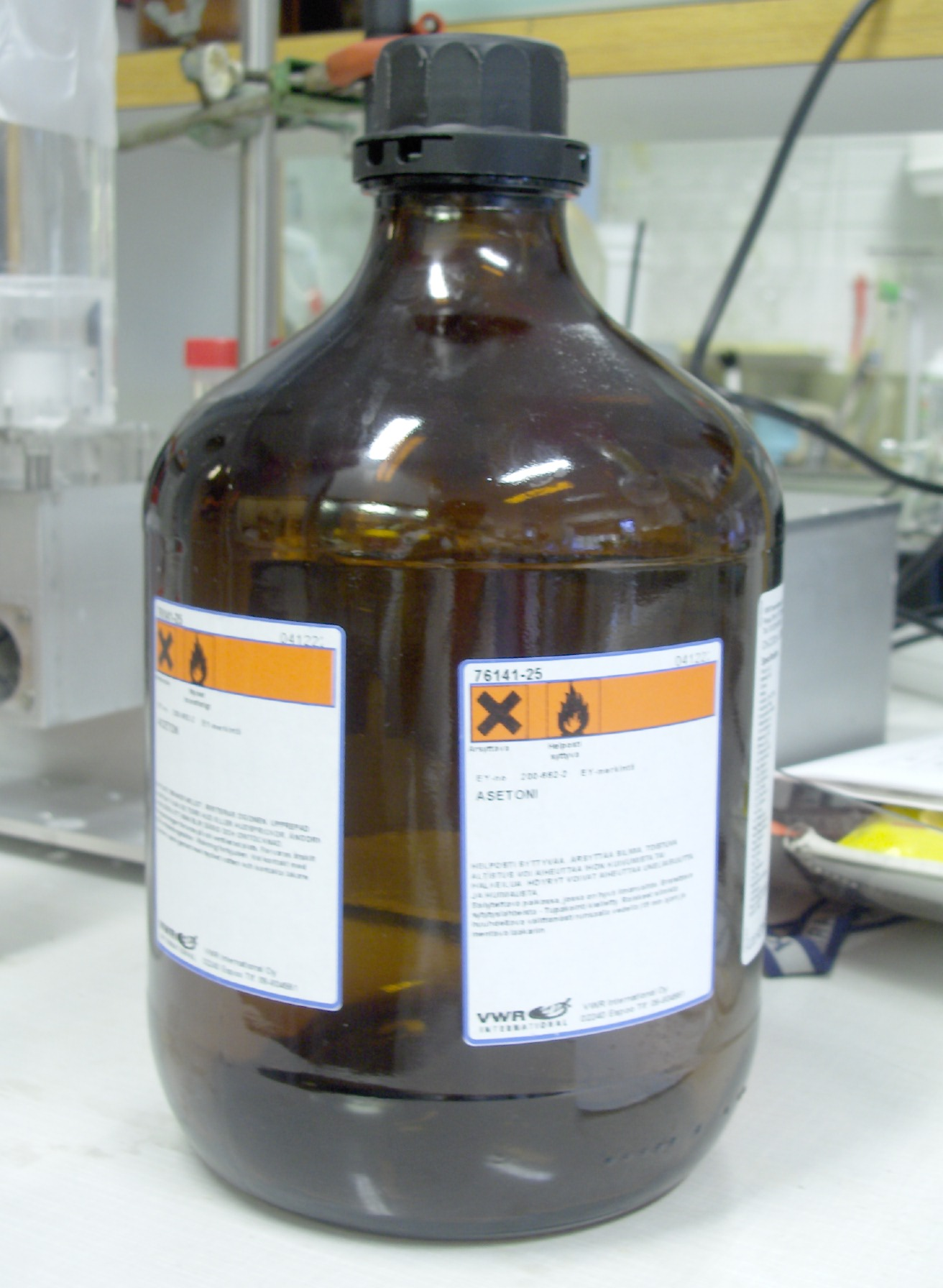
Una bottiglia in vetro ambrato di acetone, di uso comune in un laboratorio chimico.

Il principale processo di produzione industriale per ottenere acetone è il processo al cumene. In presenza di catalizzatori, il cumene addiziona ossigeno e forma un idroperossido; dal riarrangiamento e dalla successiva decomposizione di quest'ultimo si originano acetone e fenolo.
L'acetone è utilizzato anche in cosmetica come solvente per rimuovere lo smalto per unghie. Una minima quantità applicata con un batuffolo di cotone idrofilo assolve facilmente allo scopo.
Come solvente fortemente polare, ha anche una certa efficacia nel rimuovere i residui di adesivi cianoacrilici.
Viene anche usato in laboratorio come solvente organico e come coadiuvante all'asciugatura della vetreria di laboratorio dopo averla lavata.
Il maggiore impiego di questo solvente è per la produzione di polimeri. Dalla condensazione di acetone e fenolo si ottiene inoltre il bisfenolo A, intermedio essenziale per la produzione dei policarbonati (plastiche anti-urto, come, per esempio, quelle per caschi motociclistici).